# 古志村 (島根県簸川郡)
古志村（こしむら）は、島根県簸川郡にあった村。現在の出雲市古志町にあたる。

## 地理
- 河川：神戸川[1]

## 歴史
- 1889年（明治22年）4月1日、町村制の施行により、神門郡古志町、上古志村が合併して村制施行し、古志村が発足[1][2]。
- 1896年（明治29年）4月1日、郡の統合により簸川郡に所属[2]。
- 1905年（明治38年）古志郵便局開設[1]。
- 1906年（明治39年）古志村実業信用組合設立[1]。
- 1912年（明治45年）電灯設置[1]。
- 1941年（昭和16年）2月11日、簸川郡今市町、高松村、高浜村、四纏村、川跡村、大津村、塩冶村、鳶巣村と合併して出雲町を新設し廃止された[1][2]。

### 地名の由来
『出雲風土記』に、日淵川で池を築造した際に、古志の国人が到来し住み着いたことにより古志とされたとある。